# ペル・ノラスコアイン
ペル・ノラスコアイン・エスナル（Peru Nolaskoain Esnal, 1998年10月25日 - ）は、スペイン・バスク州ギプスコア県スマイア出身のプロサッカー選手。SDエイバルに所属している。ポジションはDF。

## 来歴
バスク州のギプスコア県スマイアで生まれ、2015年にアスレティック・ビルバオのカンテラにアンティグオコから加入した。
2016-17シーズンに2ndチームであるビルバオ・アスレティックに昇格。
2018年の夏はトップチームに帯同。当時の監督であったエドゥアルド・ベリッソにコンバートされ、センターバックとして起用される。
イニゴ・マルティネスが怪我で出場できなかった事もあり、18-19シーズンの第1節CDレガネス戦でプリメーラ・ディビシオンデビュー。さらに初得点も挙げ、チームの勝利に貢献した。
2019年8月9日、デポルティーボ・ラ・コルーニャへの1年間のローン移籍が発表された。
2020年7月からの18ヶ月間の負傷離脱を経て、21-22シーズンの第19節CAオサスナ戦で復帰。
2022年の1月21日に、2021-22シーズン終了までセグンダ・ディビシオンのSDアモレビエタへのレンタル移籍が発表となった。
2024年1月31日、SDエイバルへ2023-24シーズン終了までの間レンタル移籍をした。